# Киебаковская волость
Киебаковская во́лость — волость в Бирском уезде Уфимской губернии. Волостной центр — деревня Киебак.
Ныне территория волости в составе Калтасинского, Янаульского районов Республики Башкортостан Российской Федерации.

## География
В пределах волости протекают сплавная р. Танып и несколько маленьких речек.

## Флора и фауна
В реке Гарейка отмечалось обилие рыб следующих пород: лещ, головль, щука, окунь, язь и линь.

## Состав
В волости на 1906 год 28 селений и 1 хутор
- Атлегач
- Бабаева (ныне Бабаево)
- Барьяза
- Бикшик (ныне Марийский Бикшик)
- Большая Куразова
- Большой Качак
- Васильева (ныне Васильево)
- Вязовый Ключ
- Калмаш
- Калмиебаш
- Калтаса
- Калтасинский
- Качкин-Тураева
- Киебак — волостной центр
- Коянова
- Кульсеитова (Палаткина)
- Кургак
- Кызыльярова (Тойкина)
- Мало-Куразова
- Малый Качак
- Митриева
- Надеждино (Православная церковь 1871)
- Ново-Кильбахтина (Елгабаш)
- Сазова
- Старо-Тураева
- Туганеева
- Тынбахтина
- Тюльди
- Юдрюк

## Население
На 1905 год жителей обоего пола 14548 душ. Население состояло из тептярей, черемис, вотяков, татар и русских.

## Инфраструктура
По справочнику 1906 года основой род занятий населения — земледелие. Волостное правление, находящееся в дер. Киебаке, соединено телефоном с камерой местного земского начальника, живущего за 35 вёрст в д. Челкаке, и Калмыковским Волостным Правлением, принадлежащим к одному земскому участку и отстоящим на 40 вёрст.